# Klas-Göran Karlsson
Klas-Göran Karlsson, född 4 juni 1955 i Trelleborg, är en svensk historiker och professor emeritus som var verksam vid Historiska institutionen vid Lunds universitet fram till hösten 2022 då han gick i pension. 

## Biografi
Karlsson disputerade i Lund 1987 på en avhandling om historieundervisning och politik i Ryssland och Sovjetunionen. Vid Lunds universitet blev han också docent i historia 1989 och professor i samma ämne 2000. Han har ett brett intresse för internationell samtidshistoria och forskar om Ryssland och övriga Östeuropa, om terror och folkmord, om världskrigens påverkan på eftervärlden, och om europeiskt historiebruk. Åren 2001–2008 ledde han det stora forskningsprojektet Förintelsen och den europeiska historiekulturen, och åren 2017–2021 ett annat stort forskningsprojektet, Historiska lärdomar av kommunism och nazism. 
Karlsson är författare till huvuddelen av Nationalencyklopedins artiklar om Östeuropas historia. Som historiedidaktiker har han redigerat och författat flera standardverk. Åren 1997–2003 var han ordförande i Historielärarnas förening. 2004–2010 ledde han Forskarskolan i historia, och 2009–2012 Forskarskolan i historia och historiedidaktik, för praktiserande historielärare. Han är ledamot i Sannings- och försoningskommissionen för tornedalingar, kväner och lantalaiset.
Karlsson driver det egna företaget KGK Historieproduktion.

## Utmärkelser, ledamotskap och priser
- Ledamot av Vetenskapssocieteten i Lund (LVSL, 1991)[4]
- Ledamot av Kungl. Humanistiska Vetenskapssamfundet i Lund (2012)